# Plagiosuchus pustuliferus
Il plagiosuco (Plagiosuchus pustuliferus) è un anfibio estinto, appartenente ai temnospondili. Visse nel Triassico medio (Ladinico, circa 242 - 239 milioni di anni fa) e i suoi resti fossili sono stati ritrovati in Germania.

## Descrizione
L'anatomia cranica di questo animale è stata descritta in dettaglio nel 2009, sulla base di un cranio ben conservato e di materiale mandibolare. Il cranio, altamente specializzato, è caratterizzato da enormi finestre orbitotemporali, da una riduzione delle ossa circumorbitali (il prefrontale, il postfrontale e probabilmente il postorbitale sono scomparsi) e dall'espansione dello jugale che andava ad occupare la maggior parte del margine laterale del cranio. Ventralmente erano presenti lunghissime vacuità subtemporali, che erano correlate con un'allungata fossa del muscolo adduttore della mandibola. La dentatura è debolmente sviluppata sia nel cranio che nella mandibola. Erano presenti probabili ceratobranchiali ossificati e dentelli branchiali, che indicano la presenza di branchie nell'animale in vita. 

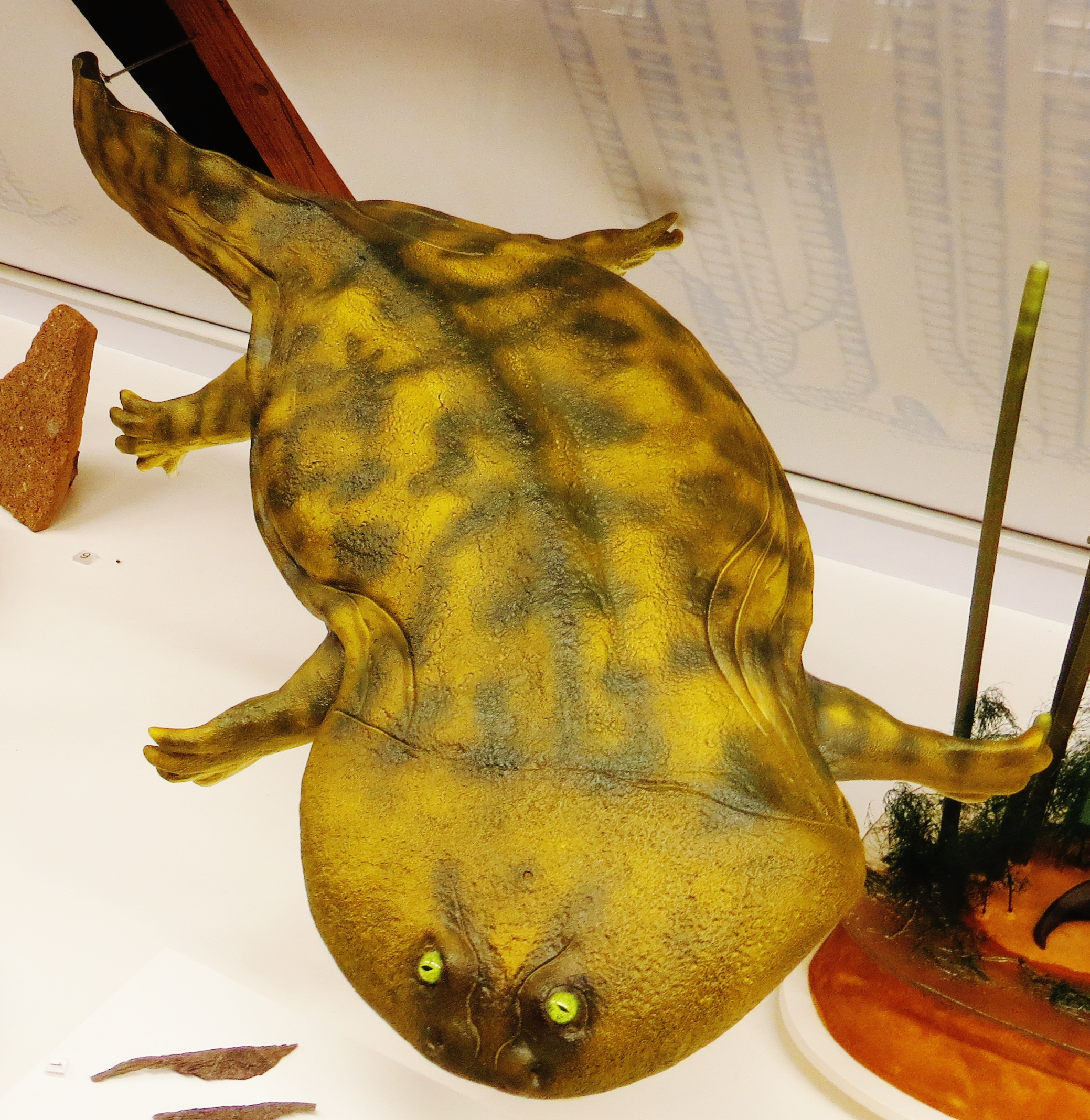
Ricostruzione di Plagiosuchus pustuliferus

## Classificazione
Plagiosuchus pustuliferus venne descritto per la prima volta nel 1896 da Eberhardt Fraas, che tuttavia attribuì i resti al genere Plagiosternum. Fu poi Fredrich von Huene nel 1922 ad istituire il genere Plagiosuchus. Questo animale fa parte del gruppo dei plagiosauri, un clade di anfibi temnospondili tipici del Triassico, dalle attitudini strettamente acquatiche e dalla morfologia cranica bizzarra. In particolare, Plagiosuchus sembrerebbe essere stato un plagiosauride derivato.
La morfologia cranica notevolmente divergente di P. pustuliferus evidenzia la straordinaria diversità cranica nei Plagiosauridae, probabilmente insuperata nell'ambito dei temnospondili (Damiani et al., 2009).

## Paleobiologia
Alcuni aspetti specifici strutturali del cranio (tra cui una fila molto breve fila di denti marginali, la dentatura debole e uno spazio allungato per i muscoli adduttori) insieme con la presenza di uno scheletro iobranchiale, suggerisce che P. pustuliferus utilizzasse un metodo di aspirazione diretta per catturare le prede, probabilmente stando in agguato sul fondo di fiumi o laghi.